# Lpr
lpr est une commande Unix abréviation de "lineprinter", qui imprime le fichier placé en paramètre. 